# Argleton
Argleton és un poble fantasma que apareixia a Google Maps i Google Earth, però que no existia realment.
La suposada localització d'Argleton està a la sortida de la A59, carretera a la parròquia civil d'Aughton a Lancashire, Anglaterra, però en realitat no és més que camps buits. A partir del 30 de gener de 2010, Argleton ja no estava a Google Maps, però encara es poden veure a Google Street View buscant "Argleton".